# Harju stadion
Harju stadion är en friidrottsarena nära Jyväskylä centrum. Till vardags används Harju stadion av fotbollsklubben Jyväskylän Jalkapalloklubi. Harju stadion färdigställdes 1926 och utökades betydligt år 1952, sedan dess har den blivit renoverad år 2000.

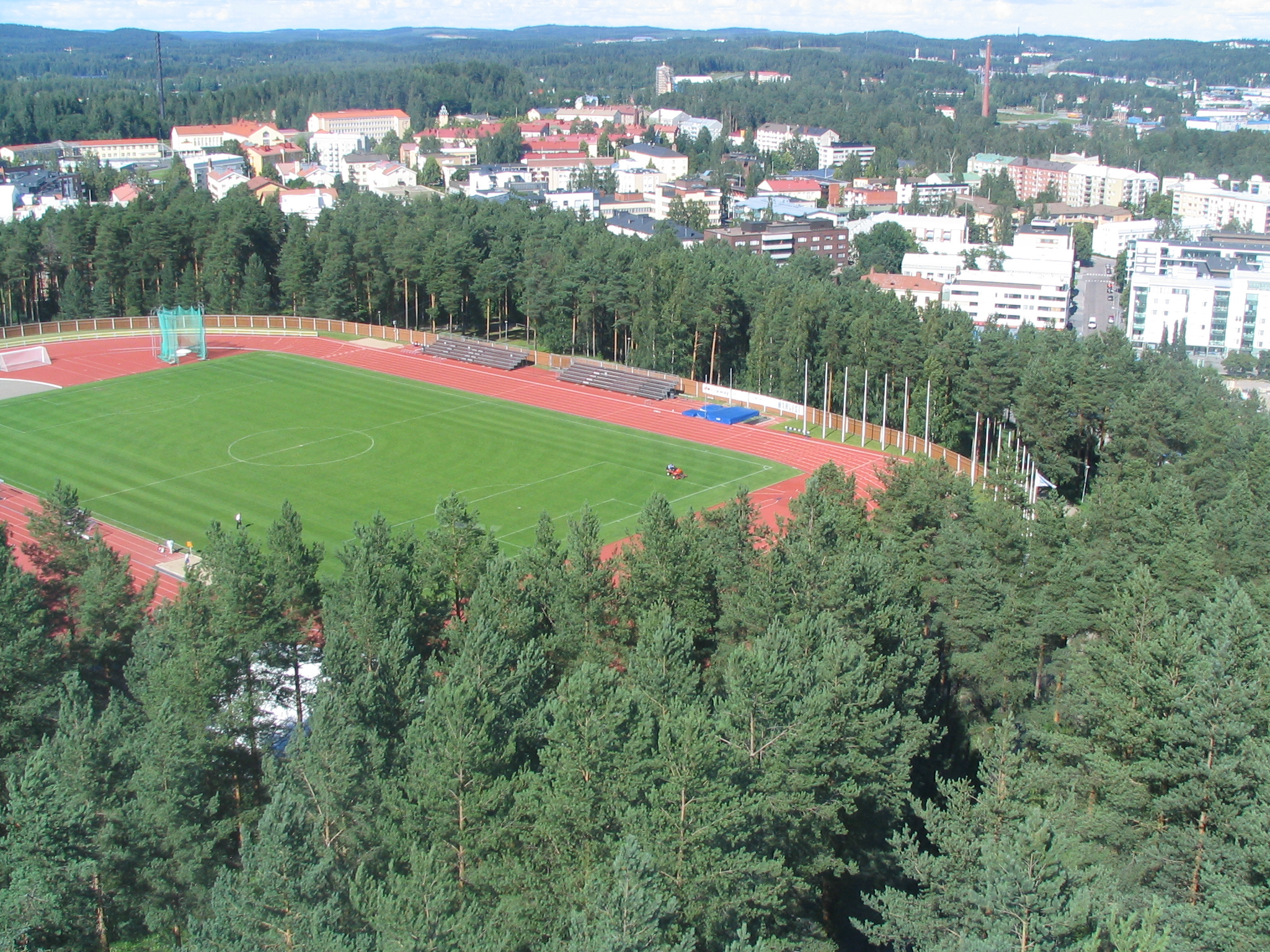
Harju stadion sedd från det närliggande Vesilinna tornet.

## Kapacitet
Harju stadion har 4 000 platser, alla sittplatser varav 2 600 övertäckta. Publikrekordet är 5 576 och från 6 augusti, 2011 då JJK mötte HJK Helsingfors i Tipsligan.